# Coupe d'Eswatini de football
La Coupe d'Eswatini de football a été créée en 1980. Elle porte depuis 2004 le nom de Swazi Bank Cup.

## Palmarès
- 1980 : Bulembu Young Aces
- 1982 : Bulembu Young Aces
- 1983 : Mbabane Highlanders
- 1984 : Manzini Wanderers
- 1985 : Mbabane Highlanders
- 1986 : Mbabane Swallows bat Manzini Wanderers
- 1987 : Moneni Pirates bat Denver Sundowns
- 1988 : Denver Sundowns
- 1989 : Moneni Pirates
- 1990 : Mbabane Highlanders
- 1991 : Denver Sundowns
- 1992 : Denver Sundowns 2-0 Royal Leopards
- 1993 : Eleven Men in Flight 2-1 Denver Sundowns
- 1995 : Mhlambanyatsi Rovers
- 1997 : Mbabane Highlanders
- 1999 : Mbabane Highlanders
- 2000 : Mhlume United
- 2001 : Eleven Men in Flight 1-1 (4-3 tab) Mbabane Swallows
- 2004 : Green Mamba FC 5-1 Denver Sundowns
- 2005 : Hub Sundowns 2-0 Malanti Chiefs
- 2006 : Mbabane Swallows 1-0 ap Malanti Chiefs
- 2007 : Royal Leopards 1-0 Manzini Sundowns
- 2008 : Malanti Chiefs 2-1 Royal Leopards
- 2009 : Mbabane Highlanders 2-1 Manzini Wanderers
- 2010 : Mbabane Highlanders 1-0 Umbelebele Jomo Cosmos FC
- 2011 : Royal Leopards 4-3 ap Mhlambanyatsi Rovers
- 2012 : Green Mamba FC 3-1 Mbabane Highlanders
- 2013 : Mbabane Swallows 5-3 ap Malanti Chiefs
- 2014 : Royal Leopards 3-1 Young Buffaloes
- 2015 : Moneni Pirates 2-0 Manzini Wanderers
- 2016 : Mbabane Swallows 2-1 Green Mamba FC
- 2017 : Young Buffaloes FC 2-0 Matsapha United
- 2018 : Young Buffaloes FC 2-1 Manzini Wanderers
- 2019 : Young Buffaloes FC 1-0 Royal Leopards
- 2020 : Coupe abandonnée